# اپوشتاگ
اپوشتاگ (به مجاری: Apostag) یک منطقهٔ مسکونی در مجارستان است. اپوشتاگ ۳۱٫۹۴ کیلومتر مربع مساحت و ۲٬۰۱۰ نفر جمعیت دارد.